# Semih Kaplanoğlu
Semih Kaplanoğlu (ur. 4 kwietnia 1963 w Izmirze) – turecki reżyser, scenarzysta i producent filmowy; zajmuje się także montażem filmowym i dziennikarstwem.

## Życiorys
W 1984 r. przeprowadził się do Stambułu, gdzie podjął pracę copywritera w branży reklamowej. Pracę w kinie jako asystent operatora zaczął w 1986 r. na planie filmów dokumentalnych. Później zajął się pisaniem scenariuszy i reżyserowaniem seriali telewizyjnych. Debiutował filmem fabularnym Daleko od domu (2001). Obraz ten zdobył wiele nagród festiwalowych i pozwolił Kaplanoğlu na owocne kontynuowanie kariery reżyserskiej.
Zdobył Złotego Niedźwiedzia na 60. MFF w Berlinie za film Miód (2010). Obraz ten był ostatnią częścią tzw. trylogii Yusufa, w której skład weszły również wcześniejsze Jajko (2007) i Mleko (2008).
Jego filmy często odwołują się do metafizyki i symboliki religijnej. Kaplanoğlu tworzy intrygujące portrety rodzinne, a życie bohaterów jego filmów jest na ogół blisko związane z otaczającą ich przyrodą. Pod względem wizualnym prace reżysera wyróżniają się autorskim podejściem do operowania obrazem filmowym.
Zasiadał w jury sekcji "Cinéfondation" na 66. MFF w Cannes (2013).
Żoną Kaplanoğlu jest dziennikarka i scenarzystka Leyla İpekçi.

## Filmografia

### reżyser i scenarzysta
- 2001: Daleko od domu (Herkes Kendi Evinde)
- 2004: Upadek anioła (Melegin Düsüsü)
- 2007: Jajko (Yumurta)
- 2008: Mleko (Süt)
- 2010: Miód (Bal)
- 2013: Venice 70: Future Reloaded - dokumentalny (segment)
- 2017: Ziarno (Grain)
- 2019: Poświęcenie (Bağlılık Aslı)
- 2021: Poświęcenie Hasana (Bağlılık Hasan)